# ボロット・バイルシェフ
ボロット・バイルシェフ（Болот Байрышев, Bolot Bairyshev、1962年2月20日 -）はロシア連邦アルタイ共和国を代表する歌手。伝統の喉歌カイや二弦撥弦楽器トプショールでの弾き語りや、縦笛ショール、口琴コムスでの演奏を行う。

## 経歴
同国ウスチ＝カン地区クルルク村生まれ。カザフスタンのバイコヌール宇宙基地での兵役時代に書いた「我が故郷クルルク」がヒットし、スター歌手となった。カザフスタンで開催の国際ポピュラー音楽コンテスト"Voice of Asia 92"にノミネートされ、ハカス共和国アバカンでの同グランプリを受賞した。
その後ウェザー・リポートのジョー・ザヴィヌルとの共演など、ヨーロッパを中心に世界各国で演奏活動を行う。2000年と2001年には巻上公一の招聘で来日した。

## 作品

### アルバム（日本発売）
- アルタイのカイ　秘密の夢～英雄叙事詩の世界（キングレコード、2001年10月30日発売）[2]
- 宇宙の命脈 Tengrining Sudazy（エキアタル・レコード、2005年12月15日発売）[3]